# Séraphine Louis

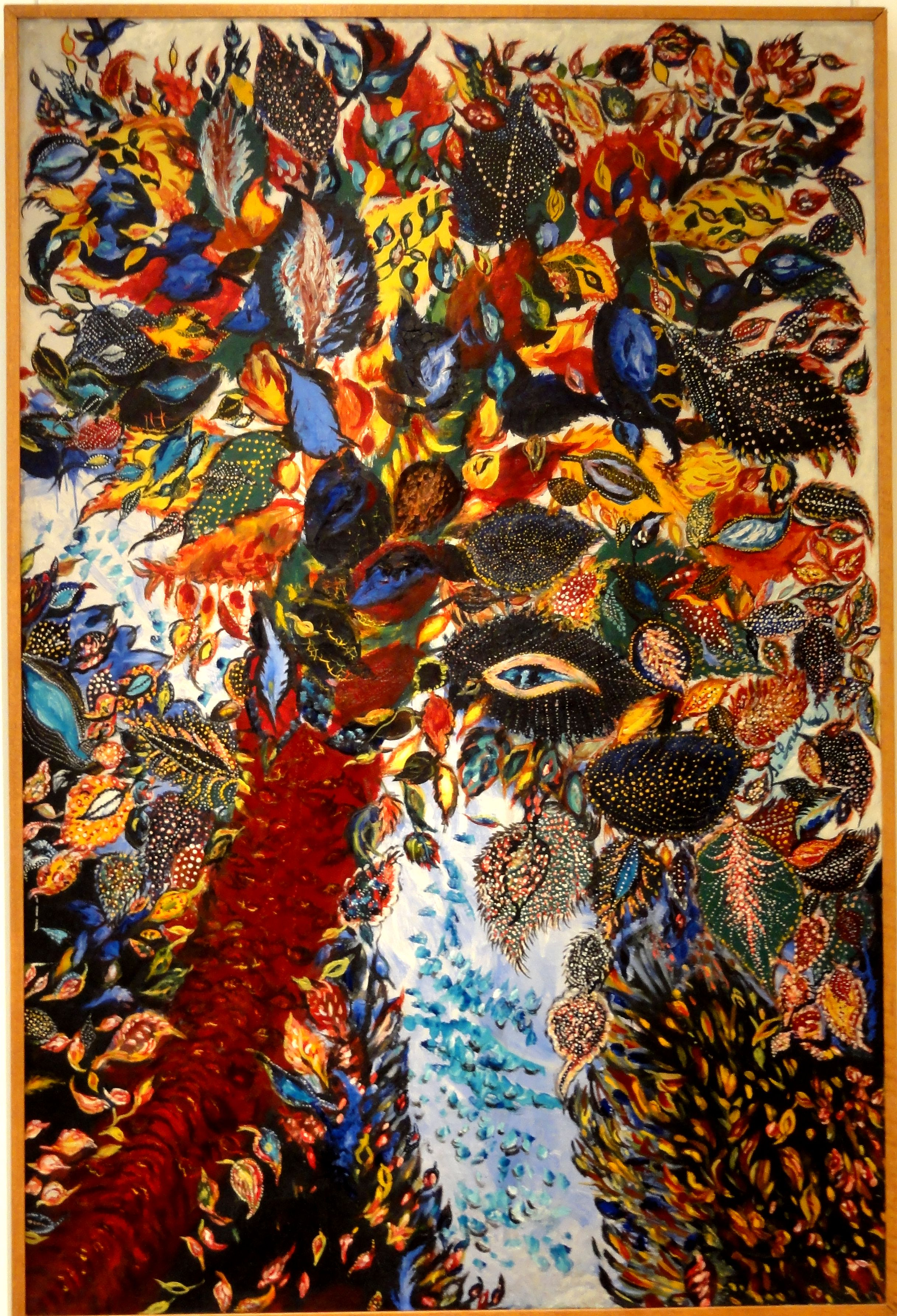
L'arbre de Pararadis

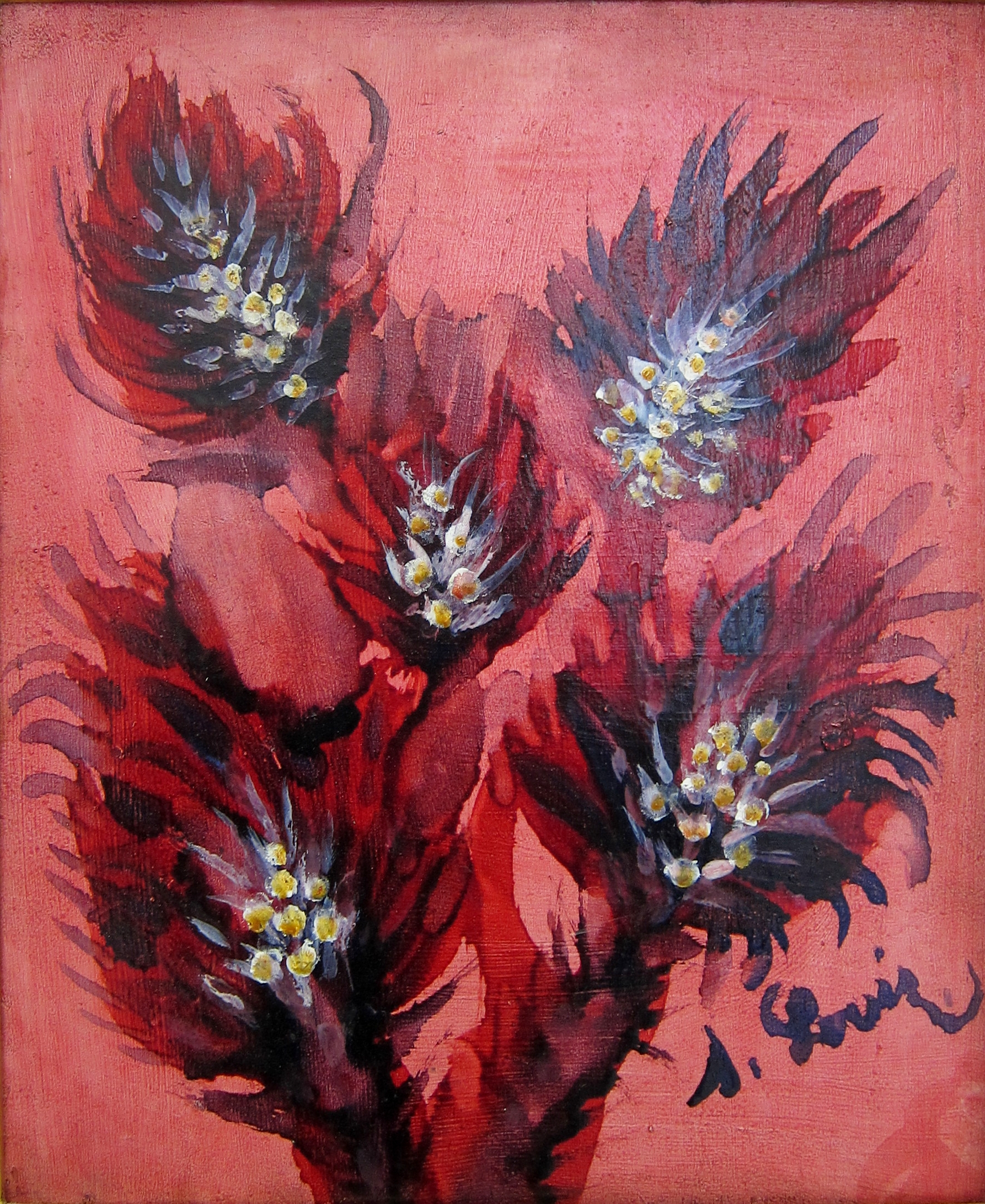
Bouquet de fleurs

Séraphine Louis, också känd som Séraphine de Senlis, född 3 september 1864 i Arcy, död 11 december 1942 i Erquery var en självlärd fransk målare. Hon var mycket religiös och inspirerades av kyrkokonst men framför allt var det blommor som inspirerade henne.

## Biografi
Séraphine Louis kom från enkla förhållanden och miste sin mor när hon var ett år gammal. Fadern gifte om sig men dog innan hon var sju år. Då tog en äldre syster hand om henne. Till att börja med arbetade hon som fåraherde men fick 1881 sköta hushållsgöromål hos nunnorna i ett kloster i Clermont i Oise. Från 1901 arbetade hon som hembiträde hos familjer i Senlis. Efter en strävsam dag låste hon in sig på sitt rum och målade i hemlighet i skenet från stearinljus. Hennes måleri upptäcktes 1912 av den tyske konstsamlaren och konstkritikern Wilhelm Uhde. Han fick i grannhuset syn på ett stilleben med äpplen och blev förvånad när han fick veta att det var hembiträdet som målat det.
Uhde började stötta Séraphine vilket gjorde hennes liv betydligt bättre, men redan i augusti 1914 måste Uhde lämna Frankrike på grund av första världskriget. Men 1927 kom han tillbaka och återupptäckte henne när hon ställde ut på en kollektivutställning i Senlis. Han konstaterade att hon hade utvecklats starkt som konstnär och köpte hennes tavlor. 1929 organiserade han en utställning med hennes konst, bland annat några två meter höga bilder. Därmed fick hon en ekonomi som hon aldrig hade haft förr och som hon inte kunde hantera. Men när den stora depressionen kom 1930 och ödelade Uhdes ekonomi kunde han inte längre köpa hennes bilder.
1932 blev Séraphine inlagd på ett mentalsjukhus med diagnosen kronisk psykos. Här hade hon ingen möjlighet att måla. Hon dog 1942 och begravdes i en allmän grav. 

## Utställningar
Uhde fortsatte att ställa ut hennes konst på flera utställningar:
- De moderne primitive i Paris 1932
- Realismens populære mestere 1937–38 i Paris, Zürich och New York (hos MoMA)
- Primitives of the 20th Century 1942 i Paris
- Separatutstilling i Paris 1945.

Séraphine Louis finns representerad med verk vid Zander Collection i Köln, Musée Maillol i Paris, Musée d'art de Senlis, Musée d'art naïf i Nice, Musée d'Art moderne Lille Métropole i Villeneuve-d'Ascq, Museum of Modern Art, Metropolitan Museum

## Film
2009 gjorde Martin Provost filmen Séraphine med Yolande Moreau i huvudrollen. Filmen blev nominerad till Césarpriset i nio kategorier och erhöll sju.